# André Bouéry
André Bouéry, né à Luchon le 11 février 1821, au numéro 13 de la rue Germès et mort à Pamiers le 9 avril 1879, est musicien et poète gascon. Son corps repose à Nestier.

## Biographie
François-Clément-André-Dominique Bouéry est le fils de Jean-Louis Bouéry, capitaine puis tanneur et maire d'Aspet, et de Marie-Jeanne Barrère. Sa sœur Victorine-Thérèse, est de dix ans sa cadette. Il passe son enfance et sa jeunesse à Aspet, ville de ses ascendants paternels à laquelle il vouera la plupart de ses chansons en gascon.
Il entre au séminaire à Polignan (aujourd'hui Polignan-Montréjeau), où sa sensibilité littéraire est remarquée. Vers 1844, il est nommé surnuméraire de l'Enregistrement, à Aspet, où il fonde et dirige la fanfare et l'orphéon, qui lui survivront jusqu'en 1914. Il épouse Marie Refouil, fille d'un percepteur, en 1851, à Nestier. De leur union naissent trois enfants : deux décèdent à l'âge de vingt ans.
Il termine sa carrière administrative comme conservateur des hypothèques, à Pamiers. Il est inhumé à Nestier, en 1879. Un monument en sa mémoire est érigé à Aspet le 16 septembre 1913.

### Œuvre
Son œuvre poétique et musicale comprend trois ensembles distincts : l'adaptation ou imitation d'œuvres classiques, notamment de Mozart, Beethoven ou Schubert, qu'il complète de paroles en langue française ; des noëls et cantiques qu'il fait rimer pour les cérémonies de la paroisse d'Aspet tenue par le père Alexis Castex ; des compositions personnelles, dont beaucoup sont rédigées en gascon pyrénéen.
Bouéry adapte les airs qu'il compose aux carillons diatoniques de l'église d'Aspet, à l'installation desquels ils a fortement contribué.
Il publie quelques poèmes pour la première fois, à compte d'auteur en 1872 sous le titre « Cansous d'éd campanè d'Aspet = Chansons patoises du sonneur d'Aspet : Avec la traduction en vers français similaires ». Ses chansons intègrent des manuels recommandés aux établissements scolaires et sa renommée devient alors nationale, avec la chanson « pour enfants » d'abord, puis environ une chanson sur trois au sein de plusieurs manuels tel que « Premiers chants de l'enfance ».
Le mont Cagire, emblématique des vallées du Ger et du Job, inspire son œuvre dès le séminaire :
« Par-delà le tapis de la plaine ondulante, Où la Garonne roule, en flots désordonnés, J'aime à te contempler, silhouette vigilante. Grâce te soit rendue, Fleuron des Pyrénées ! » in Ave, Cagire !
« (...) Biro, biro, biro Décap a Cagiro, Arrénoulat - (...) Vire, vire, vire, Vole vers Cagire, Pauvre Hirondeau » in Arrénoulat

## Principales références
1. ↑  Dufor, D., Polignan et Comminges : leur passé, leur présent, C. Lacour, 1999 (OCLC 1145174972, lire en ligne)
2. ↑  Bouéry, André (1821-1879). Auteur. Allières, Jacques (1929-2000). Éditeur scientifique., André Bouéry, musicien et poète gascon, Ass. Catherine de Coarraze, 1994 (ISBN 2-908723-13-1 et 978-2-908723-13-7, OCLC 799070006, lire en ligne)
3. ↑  Gorsse, Pierre, « A propos d'André Bouéry », Revue de Comminges,‎ 1944 (lire en ligne)
4. ↑  Dupin, Jules, Célébrités, personnalités marquantes et personnes pittoresques du canton d'Aspet (disparues), Tarbes, Société des Etudes de Comminges, 1973, 406 p. (lire en ligne), p. 97-101
5. ↑  Collectif, Manuel musical des écoles... Recueil des chœurs des meilleurs auteurs, classés par H. Gautier. Première partie : 72 chœurs à deux voix égales, Paris, 1877 (lire en ligne)
6. ↑  (oc) « Cant d'Arrenoulat, de BOUÉRY », Era Bouts dera mountanho. - Annado 08, n°10-11 (Ottòbre-Noubémbre 1912),‎ annado 08, n°10-11 (ottòbre-noubémbre 1912), p. 156 (lire en ligne)
7. ↑  Bouéry, André, Cansous d'éd campanè d'Aspet = Chansons patoises du sonneur d'Aspet. : Avec la traduction en vers français similaires, Saint Gaudens, Abadie, 1872, 67 p. (lire en ligne), p. 47